# دبليو دبليو إف وار زون
دبليو دبليو إف وار زون هي لعبة فيديو من تطوير شركة سكيلبتيرد سوفت وير وأكليم شلتنهام ونشرتها شركة أكليم إنترتينمينت وتم إصدارها في أمريكا الشمالية في عام 1998 .